# Юмруци в пръстта
„Юмруци в пръстта“ е български игрален филм (драма) от 1980 година на режисьора Милен Гетов, по сценарий на Никола Статков и Иван Славков. Оператор е Ивайло Тренчев. Музиката във филма е композирана от Тончо Русев.
Филмът проследява съдбата на шестте ястребинчета, заснет е в с. Медвен и околностите на Котленския Балкан.
Годините на антифашистката борба. В едно село пристига жандармерийската част на поручик Янкулов, който някога е бил учител тук. Много неща в селото са се променили – бившият му колега, учителят Иван Кабанеца е станал командир на партизански отряд, Мария – момичето, което е обичал, се е оженило за Кабанеца... Жандармерийската част трябва да ликвидира партизанския отряд и неговите ятаци. Янкулов е убеден, че новият ред трябва да се отстоява с цената на всичко. Негов идеал в това отношение е Хитлерова Германия. Но действителността разсейва илюзиите на Янкулов. Почитателят на Ницше, на идеята за „свръхчовека“ постепенно разбира жестоката алтернатива – трябва да стане убиец, за да оправдае полицейската униформа.
Арестувани са всички близки на партизаните – жени, деца и старци... Военният камион пъпли по планинския скат и оставя след себе си трупове... за да завърши своя път в пропастта. След него остава облак дим, който след като се разсейва, открива партизанската колона, поела своя път...

## Актьорски състав
- Иван Иванов – Поручик Янкулов
- Виолета Гиндева – Мария
- Антон Горчев – Иван Кабанеца
- Григор Вачков – Бирникът Ташо
- Николай Бинев – Каменов
- Никола Тодев – Кметът
- Пепа Николова – Станка
- Мария Каварджикова – Жана
- Веселин Вълков
- Елена Кънева
- Йордан Гаджев
- Бойко Чавдаров
- Иван Савов
- Димитър Марин
- Елефтери Елефтеров
- Милка Туйкова
- Кина Дашева
- Любомир Бъчваров – Чугуна
- Владимир Русинов
- Стоян Гъдев
- Наталия Трисветова
- Лиляна Миладинова
- Бойко Илиев
- Румяна Гайтанджиева
- Димитър Милев
- Димитър Георгиев
- Георги Геров
- Панайот Жанев
- Христян Русинов
- Георги Бахчеванов
- Цанко Петров
- Борис Радивенски
- Аня Пенчева
- Атанас Божинов
- Никола Ханджийски
- Миланка Пенева
- Калоян Цанов
- Пейо Станков
- Иван Обретенов